# Stenorrhina degenhardtii
Stenorrhina degenhardtii — вид змій родини полозових (Colubridae). Мешкає в Мексиці, Центральній і Південній Америці.

## Опис
Stenorrhina degenhardtii — змія середнього розміру. Її довжина (враховуючи хвіст) становить 65 см.

## Підвиди
Виділяють три підвиди:
- Stenorrhina degenhardtii ocellata Jan & Sordelli, 1876;
- Stenorrhina degenhardtii degenhardtii (Berthold, 1846);
- Stenorrhina degenhardtii mexicana (Steindachner, 1867).

## Поширення і екологія
Stenorrhina degenhardtii мешкають на півдні Мексики (Веракрус, Оахака, Чіапас), в Гватемалі, Белізі, Гондурасі, Нікарагуа, Коста-Риці, Панамі і Колумбії, на заході Еквадору, на крайньому північному заході Перу та на північному заході Венесуели. Вони живуть у вологих рівнинних і гірських тропічних лісах та в саванах, трапляються в деградованих лісах та на кавових плантаціях. В Мексиці зустрічаються на висоті від 200 до 1100 м над рівнем моря, в Центральній Америці на висоті до 1930 м над рівнем моря, в Колумбії на висоті до 2800 м над рівнем моря, у Венесуелі на висоті від 400 до 1500 м над рівнем моря. Ведуть денний, наземний спосіб життя. Живляться переважно скорпіонами і павуками, а також цвіркунами. кониками і личинками комах. Відкладають яйця, в кладці 10-12 яєць. Вилуплення яєць припадає на сезон дощів.